# Monaeses paradoxus
Monaeses paradoxus är en spindelart som först beskrevs av Lucas 1846.  Monaeses paradoxus ingår i släktet Monaeses och familjen krabbspindlar. Inga underarter finns listade i Catalogue of Life.